# San Luis Fútbol Club (México)
El San Luis Fútbol Club fue un equipo mexicano que jugó en la Primera División de México. Jugaba como local en el Estadio Alfonso Lastras Ramírez en la ciudad de San Luis Potosí, San Luis Potosí. Previamente, jugó en el Estadio Plan de San Luis, que fue transformado y es utilizado en la actualidad como un centro de alto rendimiento.  
Coloquialmente, se les conocía como "Los Auriazules" o "Los Tuneros", en referencia a la tuna, una fruta muy común en la región potosina. También fue conocido como "Los Santos", y algunas veces, referido en los medios como "El Equipo del Milagro", debido a su salvación del descenso en el torneo Clausura 2006. El último mote con el cual se les conoció fue "Los Reales".  
Tiene el récord en el fútbol mexicano de haber ascendido en dos años consecutivos: como campeón de la Tercera División de México en la temporada 1969-1970, promoviéndose a la Segunda División, y al año siguiente, coronándose como campeón y ascendiendo a la Primera División. 
El equipo fue disuelto el 28 de mayo de 2013, tras la mudanza de la franquicia a la ciudad de Tuxtla Gutiérrez, Chiapas para convertirse en el equipo de los Jaguares de Chiapas. El Club San Luis como tal desapareció, sin embargo, San Luis Potosí no se quedó sin un equipo de fútbol profesional, pues nació un nuevo equipo en la Liga de Ascenso de México, el Atlético de San Luis, después de la mudanza de la franquicia de los Tiburones Rojos de Veracruz de Veracruz a San Luis Potosí, que juega actualmente en la Primera División de México, tomando así el lugar del antes mencionado Club San Luis.

## Historia

### Inicio en los 50s
A principios de 1957 comenzó a surgir la idea de crear un equipo de fútbol profesional en la ciudad de San Luis Potosí. Oficialmente, el San Luis ingresó a la Segunda División de México en lugar de la UNAM, que se ausentó temporalmente. Quedó inscrito el 7 de julio de 1957.
El primer encuentro de fútbol profesional fue un amistoso, que sostuvo la Trinca Tunera contra los Petroleros de Ciudad Madero, se jugó el domingo 14 de julio de 1957 en el estadio 20 de noviembre y el resultado fue un 3-1 favorable al bando potosino.
El debut oficial en Segunda División de México vendría al comenzar la temporada 1957-1958. Con dos goles de Manuel "Gato" Ramírez, los Tuneros derrotaron a La Laguna por 2-1. En diciembre de 1957 se inauguró el Estadio Plan de San Luis, y el primer partido que se jugó ahí fue contra el Salamanca, que derrotó a los potosinos por 0-2.
Luego de un par de años, los problemas económicos, malos resultados y la falta de apoyo gubernamental, provocaron que el club no sobresaliera. Para la campaña 1959/1960, se vendió la franquicia a un empresario tamaulipeco, quien no logró sacar al club adelante, y en 1961 el equipo emigró a Tampico, donde la institución desaparecería como tal. 

### Los años 60 y 70

#### La reaparición
San Luis regresó a finales del 1966, aunque tuvo que empezar desde la recién creada Tercera División de México. El equipo fue bautizado como los Auriazules y bajo la dirección técnica de Jesús Ontiveros, debutaron el 11 de julio de 1967.
Para 1969 comenzaron a verse los primeros frutos. La Directiva dio la oportunidad a Arturo Mendoza, un entrenador que realizará un gran trabajo con el Querétaro. Y bajo su disciplina, el equipo caminó cuesta arriba. El resultado del buen trabajo de Mendoza, redituó en un plantel competitivo que llegó a la final de Copa. Fue un domingo de marzo de 1969 cuando el Estadio Plan de San Luis vivió su primera fiesta futbolera. Y el equipo respondió con su primer campeonato al vencer al Cuautitlán por tres goles a uno, consagrándose campeón de Copa.

#### Segunda División Nacional
Se inicia la temporada 1970-1971 con la participación del equipo en la Segunda División de México, dado que había logrado el ascenso por ser campeón de la Tercera División de México, siendo el cuadro benjamín. Luego vino el torneo de Liga, era imperativo darle continuidad a la plantilla campeona y prácticamente con la misma base de jugadores y con el mismo técnico, el 25 de enero de 1970, el San Luis logró ascender a la Segunda División de México al vencer a la Universidad Autónoma del Estado de México por 1-0 con gol de Antonio Carrizales. Con la conquista de los títulos de Copa y Liga, el San Luis se convirtió en el campeón de campeones de la Tercera División de México. Pero sin duda lo mejor, fue el ascenso a la división inmediata. 
Su desempeño en esta división es sobresaliente y al final del campeonato obtiene la mayor cantidad de puntos, por lo cual es campeón de la Segunda División de México y obtiene el ascenso a la Primera División de México, sustituyendo al Atlas, equipo que había perdido en tres partidos la permanencia en la Primera División ante el Pachuca. Fue el primer equipo de esa región en subir a la Primera División.

#### Primer ascenso a la Primera División
En 1970, Salvador Reyes, el popular Chava Reyes, uno de los más grandes jugadores en todos los tiempos del fútbol mexicano, mundialista en tres justas y jugador emblemático del Guadalajara, sustituye a José Luis Sánchez en el timón y lleva a los Auriazules a ganar la Copa México 70. El momento culminante de este equipo vendría en la temporada 1971, cuando los Auriazules se convirtieron en campeones de la Segunda División de México y por ende se hicieron merecedores al ascenso a la Primera División de México, siendo el primer equipo de esa zona del país en jugar en la Primera División.
El Club San Luis se presenta a jugar en la Ciudad de México, en el Estadio Azteca, su primer partido en la Primera División de México: contra el América. En ese tiempo era tradicional que el campeón de la Primera División diera la bienvenida al campeón de la Segunda División de México. En su debut es goleado en forma impresionante 6-1 cuando Enrique Borja, Osvaldo Castro el "Pata Bendita" que por cierto debutaba en el futbol mexicano, Carlos Reinoso, y el Monito Roberto Rodríguez despedazaron la defensa potosina. De ese equipo que jugó por primera vez en el Estadio Azteca se recuerdan a: David "Garita" Hernández, José Camacho (no confundir con el defensor español), Heriberto Lizaola un defensa central albino, Marco Antonio Martínez, Bidón jugador brasileño que la temporada anterior había descendido con el Atlas, Antonio Carrizales, Salvador Reyes el popular Melón ex-estrella del Guadalajara y mundialista por México en tres ocasiones, el cual era director técnico y jugador, Carlos Arteaga el "Pollo", Marino Guevara centro delantero campeón goleador de la Segunda División y pretendido en ese tiempo por varios equipos de la Primera División y el argentino Luis Giribet.
El Club San Luis llevó una campaña inicial en la Primera División de México dando tumbos. Hubo cambios en la dirección técnica, saliendo Chava Reyes y trayendo al entrenador chileno Hugo Cheix conocido como "Hugo Cisterna" y la llegada de refuerzos de calidad como el chileno Pedro Araya y el portero argentino pelirrojo Ciro Barbosa, conocido como La Pantera Blanca, el cual le dio seguridad a la portería potosina. Con un desempeño estable el San Luis, sobrevive a su primera campaña en la Primera División.
Para la campaña 1972-1973, la directiva le renovó el contrato a Cheix. Sin embargo, antes de que concluyera la temporada y debido a los malos resultados en la campaña, se trajo al argentino Enrique Álvarez Vega.
En tanto, en la temporada 1972-1973 de la Tercera División de México surgirían los Pumas de la Universidad Autónoma de San Luis Potosí. El ascenso de estos Pumitas fue vertiginoso y para 1973-1974 participaron en una liguilla promocional de ascenso y ganaron su pase para la Segunda División de México.
En tanto el San Luis venía a la baja en la Primera División. Su técnico Enrique Álvarez Vega tuvo problemas serios de salud y dimitió. El entrenador Juan Eduardo Hooberg, entró al quite y con refuerzos como el goleador charrúa Luis Alberto "Loco" Villalba, logró que el equipo eludiera el descenso.

#### Primer descenso
Para 1973-1974 el equipo cambió de mote. Los ahora Santos, se vieron reforzados con el crack mundialista uruguayo Roberto Matosas. Pero en la segunda vuelta vendría el acabose. Hooberg tiraría la toalla y un viejo conocido, Hugo Cheix, lo relevaría. Pero la magia se había acabado.
En síntesis, fue una temporada mala. Tuvo un par de goleadas de escándalo: En el Plan de San Luis, recibieron a La Pandilla del Monterrey, debutando su centro delantero brasileño Milton Carlos, el cual anotó tres goles para una goleada de 5-0. La trasmisión por la radio narraba con tristeza y coraje la goleada. El equipo llegó a tener desde el inicio de la temporada el récord de 5 partidos jugados y 5 derrotas consecutivas. Y la otra cuando se presentó en el estadio "Pirata" Fuente, en una tarde soleada de domingo y en casa de los Tiburones Rojos de Veracruz, donde fueron goleados 6-1 y que por la gran actuación del portero argentino Ciro Barbosa no fueron más. Las fotografías de la época lo muestran llorando junto a la portería ante la debacle del equipo, llanto de una vergüenza profesional. Al final el equipo estaba sin dirección técnica, y don Arturo Mendoza se lanzó a la aventura de salvar al San Luis y nombró una comisión emergente formada por el arquero Gato Vargas, Roberto Matosas y Marco Antonio Martínez, los cuales tenían poco poder de decisión y con la llegada de refuerzos extranjeros del fútbol de Estados Unidos: los trinitarios Steve David y Warren Archibald, que en el pre-mundial de Haití de 1973 habían hecho cera y pabilo a la orgullosa defensa de la Selección Mexicana, en aquella goleada de órdago de 4-0 y que originó la eliminación del Mundial de Alemania en 1974 y de Stephen Seppard medio campista escocés. Al finalizar la competencia San Luis se ubicó en el último lugar con 21 puntos. Los Algodoneros de La Laguna habían quedado arriba, pero el reglamento indicaba que debía jugarse una liguilla por el no descenso. En la ida, los Auriazules empataron a cero goles en casa. Pero en la vuelta, en el Estadio San Isidro, con goles de Carlos Eloir Perucci (2) y Miguel Ángel Miccó, los de Torreón vencieron 3-0 al San Luis, a pesar de la extraordinaria actuación del "Gato" Vargas, con lo cual el equipo potosino descendía a la Segunda División de México. Carlos Miloc es el nuevo entrenador de los Santos para la campaña 1974-1975, pero ya jugando en la Segunda División.

#### Segundo ascenso y segunda desaparición
Para comenzar a gestar el regreso a la Primera División de México, Miloc se reforzó con buenos elementos como los hidrocálidos Pilar Reyes, Juan de Dios Castillo, Humberto Gutiérrez y el tapatío Jaime Pajarito. Al final de la campaña se quedaron a la orilla y no se consumó el ascenso, pero la mesa quedó puesta para la temporada 1975-1976 y finalmente el 18 de julio de 1976, los Santos del San Luis consiguieron lo que fue su segundo ascenso al máximo circuito cuando ganaron 2-1 en Estadio Plan de San Luis y empataron a un gol en tiempo de compensación en el Estadio Miguel Alemán casa de los Linces del Tecnológico de Celaya.
Con el equipo en la Primera División de México y la aparición del portero Pilar Reyes, tuvo una campaña aceptable. Pero como todo negocio, hubo tentaciones, y al final de la temporada 1976-1977 la franquicia del San Luis fue llevada a Tampico, Tamaulipas, para ser nombrado Jaibos de Tampico con lo cual, la ciudad se quedó sólo con un equipo de fútbol, los "Cachorros" del Atlético Potosino, que permanecerían en la Primera División hasta la 1988-1989, cuando descendió, y dos años después, en la 1991-1992 también desaparecía. Por ironías de la vida, los Jaibos de Tampico descenderían en la temporada 1981-1982 en un tercer partido realizado en el Estadio Plan de San Luis, siendo derrotados por el Atlas 3-1.

### Los años 90´s

#### El regreso
San Luis Potosí ya era un estado futbolero, por eso otro grupo de personas comenzó a trabajar otro proyecto. Sin embargo, había que abrir brecha nuevamente y el conjunto debió competir primero en la Tercera División de México. De entrada retomaron el nombre de sus antecesores: Santos de San Luis.
Para la temporada 1993/1994, Payán consiguió la franquicia del Club Celaya de la Segunda División de México con todo y plantel y contrató como técnico al potosino José Camacho. Sin embargo, hubo diferencias entre técnico y dirigente, y el segundo prefirió dejar el puesto vacante. Entonces Payán contrató a Julio “Fanta” Valadez, después de Julio Valadez, el equipo fue dirigido por el conocido chileno Luis Grill, quien tampoco logra hacer buen papel y llega como relevo Heriberto "Güero" Lizaola, quién en las últimas jornadas logra meter a la liguilla al equipo solo para ser eliminado por el Tampico Madero. Entre los jugadores que destacaron en ese torneo sobresalen el paraguayo Bernardino Aguilar, Israel Ayala, Martín Terán, José Luis Sámano, Guillermo Huerta, Lupillo García, Carlos "Abuelito" Hernández, Iván Hernández "El Tari", y Salvador Patiño Oviedo, habiendo también contrataciones de bultos como los argentinos Diego Gómez y Francisco Manuel Rivero.
En la temporada 1994/1995 se crea la Primera División 'A' de México, siendo los auriazules uno de los equipos invitados para participar en ella. Jacobo Payán propietario del equipo confía la dirección técnica al profesor Vicente Casillas Zavala que en un principio logra hacer un buen papel, pero el equipo empieza a venir a menos y pronto es relevado por Jorge Martínez Sandoval y posteriormente por José Camacho quien mete el equipo hasta las semifinales.
El club no trascendió como se esperaba y con trabajo se ubicó arriba de la media tabla. Al final de esta campaña se le vino otro problema a la administración del Real de San Luis, pues el estadio Plan de San Luis fue vetado por la federación por inseguro. Llegaron los torneos cortos y el San Luis luchaba por mantenerse en el circuito.
En el Invierno 96 ocuparon la octava posición en la tabla con 24 unidades y en el Verano 97 fueron decimoterceros con 17 puntos. Antes de iniciar el Invierno 97, Jacobo Payán tiró nuevamente la toalla y declaró que, en caso de no intervenir el gobierno estatal, el fútbol desaparecería en San Luis.
El gobernador Horacio Sánchez Unzueta entró al rescate y transfirió el equipo a los señores Juan Autrique Ruiz y Juan Autrique Gómez, empresarios solventes, y el equipo cambió su nombre a Real San Luis.
Las cosas mejorarían sustancialmente para el Verano 98, con José Luis “Chocolate” Hernández en el mando estratégico. El Real San Luis, se roba la competencia y termina como superlíder con 39 unidades. La obra final, lamentablemente no se concretó, al quedar eliminado el conjunto potosino en la primera ronda de la liguilla al caer por 2-3 global ante los Correcaminos.
Para el Invierno 98 de la Primera División 'A', San Luis volvió a las andadas y tras no arreglarse con su técnico, trajo a Carlos Leonel Trucco. El argentino nacionalizado boliviano reforzó al equipo, pero no lo hizo protagonista. René Isidoro García, su auxiliar, terminó la justa, pero el equipo no clasificó al ubicarse en el séptimo lugar con 27 unidades.
El año 1999 fue gris. Para el Verano 99, el equipo no se reforzó como debía y soltó jugadores clave. El precio que pagó fue el ocupar el lugar 20 de la tabla, el último, con apenas 19 puntos. Lo más destacado de este año fue la inauguración del estadio Alfonso Lastras Ramírez, su actual casa, escenario con capacidad para 25 mil espectadores, que abrió sus puertas oficialmente el 25 de mayo de 1999.

### Los años 2000
Debido a que el equipo había presentado problemas deportivos y los recursos económicos ya no eran suficientes, el Grupo Televisa muestra interés por adquirir la franquicia pues en ese entonces se buscaba una institución con la cual pudieran realizarse intercambios deportivos y, sobre todo, se lograra la superación del club en forma integral.
Posteriormente, se contacta con la gente del América y se logra una asociación. El club americanista no contaba ya con una filial en la Primera División 'A' de México, pues su equipo, los Halcones de Querétaro había descendido a Segunda División de México. Por lo que necesitaba una nueva plaza en provincia para mantener activos a muchos jugadores pertenecientes al club.
Ambas directivas hacen contacto y se interesan por el proyecto. Se firma un contrato de seis meses con promesa de venta si los resultados eran positivos. Llegaron a reforzar al equipo, jugadores surgidos de la cantera americanista, así como jugadores extranjeros con experiencia y calidad que por el momento no tenían cabida en el América.

#### La venta
Así, el equipo Real San Luis llega a la final del Torneo de Invierno 2001, después de vencer a los líderes del torneo, el Querétaro con un marcador de 5-4 global. Luego en la semifinal, dejaría fuera de la competencia a los Correcaminos con un global de 3 a 2. Y el día 12 de diciembre se jugaba la final en contra de los Tiburones Rojos de Veracruz.
El juego de ida se jugó en el Estadio Plan de San Luis, que después de mucho tiempo registraba un lleno en la tribuna. El marcador de ese juego fue un 2-2 con anotaciones de los sudamericanos Rodolfo Flores y José Enrique García, por parte del cuadro potosino. Una vez en el puerto, el día 15 de diciembre, Real San Luis caía con un marcado de 2 goles a cero y por lo pronto, tenía que conformarse con el subcampeonato del Invierno 2001.
Sin embargo, el balance final del torneo era positivo y mientras San Luis competía en la liguilla del torneo, el día cinco de diciembre se formalizaba la venta del equipo a la empresa Televisa. El acuerdo fue cerrado por los señores Javier Pérez Teuffer y Eduardo del Villar por parte de la empresa televisiva, así como de los ingenieros Juan Autrique y Juan Alberto Autrique por parte de la Promotora del Deporte Potosino, dueños de la franquicia. La compra del equipo se hizo efectiva ante la presencia del gobernador del estado Fernando Silva Nieto, como testigo de la transacción.
Antes que todo se buscó que el equipo permaneciera en la capital potosina y desde luego, conseguir el ascenso a la máxima categoría del fútbol mexicano. Así que se conformó un consejo con empresarios potosinos para apoyar al equipo, generar recursos y lograr el ascenso en un plazo no mayor a tres años.

### El tercer ascenso
De cara al siguiente torneo, el equipo se encontraba motivado pues sabían que se tenía la capacidad, y desde luego la confianza de llegar aún más lejos que el campeonato pasado, además habían llegado nuevos jugadores a reforzar al cuadro potosino y la afición comenzaba a identificarse y a acrecentar su apoyo. Asimismo, se tenía una motivación extra, el nuevo Estadio Alfonso Lastras Ramírez podría estar listo en cualquier momento para estrenar su cancha.
Después de una buena campaña, una vez más, el equipo llega a la liguilla ahora del Torneo de Verano 2002. En los cuartos de final, se enfrenta al Atlético Chiapas y Real San Luis inaugura su nuevo estadio con un 3-0 sobre el cuadro chiapaneco.
La semifinal se juega en contra de Aguascalientes y el conjunto potosino gana con un marcador de 2 a 0. En el juego de vuelta, aunque de manera apretada, se vuelve a ganar, ahora por 3 goles contra 2. De esta manera, se habría de jugar la final de torneo en contra del equipo de Saltillo, los Tigrillos.
El juego de ida se realizó el día 17 de mayo en el estadio del rival. El resultado no fue el esperado pues el cuadro de Tigrillos aprovechó su condición de local y metió 4 goles contra 1 de San Luis, este tanto anotado por José Enrique García. El marcador era difícil de remontar, aun así, todavía quedaba un partido, los jugadores tenían confianza y la afición había brindado todo su apoyo.
El 19 de mayo el estadio Alfonso Lastras registró un lleno, unos aficionados que nunca dejaron de alentar mientras que en la cancha los jugadores buscaron disminuir y superar el marcador. Aunque el equipo visitante tuvo varias oportunidades de aumentar sus posibilidades de coronarse, no concretaron y ante la expulsión de dos de sus jugadores, Real San Luis aprovechó y vino el primer gol anotado por Édson Marcelo de Faria Manfron, posteriormente, el segundo fue de Moctezuma Serrato, y en el final del partido Miguel Salcedo empataría el marcador global.
Así el marcador global se empataba hacia el final del encuentro, por lo que tuvo que jugarse en tiempo extra, el gol de oro fue anotado por Moctezuma Serrato dándole el campeonato a los potosinos. Ahora se tenía medio boleto para el ascenso y la otra parte se habría de disputar con los Tiburones Rojos de Veracruz.
El jueves 23 de mayo se realizó el partido de ida en el Estadio Luis "Pirata" Fuente en el puerto jarocho, el resultado parcial fue el empate a uno, con gol de Edwin Santibáñez por parte del Real San Luis. La vuelta se jugó el 26 de mayo. El resultado fue un contundente 3 a 1 con goles de Marcelo de Faria, Ignacio Mendoza y José Enrique García. Real San Luis consiguió el ascenso al máximo nivel nacional de la mano de su técnico José Antonio Luna y después de 14 años regresaba el fútbol de la Primera División de México a San Luis Potosí.

### El Club San Luis, nuevo descenso y el regreso inmediato
Una vez en categoría, se buscaron refuerzos con experiencia que pudieran enseñar y orientar el dinamismo de los jóvenes del equipo. Igualmente, el cuerpo técnico también recibió apoyo con la llegada de gente que ya posee conocimiento en la Primera División de México. Al mismo tiempo el equipo cambiaba su nombre a Club San Luis, su escudo era rediseñado y el estadio continuaba mejorándose. El equipo, a pesar de no tener buenos torneos, logró mantener la categoría por dos años, y en el año 2004 el equipo volvería nuevamente a descender.
Después de haber perdido la categoría en el 2004, solo le bastó un año al San Luis Fútbol Club para recuperarla, pues en ese mismo año 2004 el equipo se coronó campeón del Torneo Apertura 2004 de la Primera División 'A' ante el Atlético Mexiquense, lo que le otorgó el derecho a jugar por la final de ascenso con el campeón del Torneo Clausura 2005.
El equipo a enfrentar por el ascenso fue ni más ni menos que el rival odiado, el Querétaro. El partido de ida se efectuó el 8 de junio de 2005 en el Estadio Corregidora, el Querétaro aprovechó su condición de local al derrotar 2-1 a San Luis en el partido de ida por el ascenso al máximo circuito, Roberto Nurse adelantó a los locales al minuto 52, Miguel Ángel Salcedo aumentó la ventaja al 73' y Erick Marín acercó a los visitantes al 85'. Terminando 2-1.
El partido de vuelta se realizó el sábado 11 de junio a 19:00 horas en el Estadio "Alfonso Lastras". En el primer minuto Héctor Giménez "La Chacha" adelantó al cuadro Tunero en un tiro de esquina, logrando un gran remate de cabeza mandando al fondo el esférico y empatando el marcador global 2-2. Después de un juego bravo llegaron los tiempos extras y no es hasta el segundo tiempo extra, en el cual Alvin Mendoza manda un centro y aparece Ariel González rematando de cabeza y anotando el gol con el que se firmaba de nueva cuenta el regreso al máximo circuito.
Cabe mencionar que en la final de ascenso se rompió el récord de asistencia al estadio con 41,500 aficionados que llegaron 4 horas antes del partido y abarrotando escalinatas, pasillos y tribunas del coloso de Valle Dorado.

#### El milagro y primer subcampeonato de Liga
Durante el Torneo Clausura 2006, el San Luis buscó nuevos refuerzos para eludir el descenso con refuerzos como Sebastiao Pereyra (Didí), Ailton Da Silva, Adrián García Arias y Emilio Mora. San Luis logra evitar el descenso en la última jornada del torneo contra el Atlas con un marcador favorable para los potosinos de 2-1 con gol de Marcelo Guerrero, llamado el gol del milagro, en último minuto de juego y de la mano de Raúl Arias como técnico del equipo, San Luis logra evitar el descenso de manera increíble y memorable, pero eso no fue todo, además el club logró entrar a la liguilla y pelear por el campeonato debido a las reglas emitidas al inicio de la campaña.
Ya en la liguilla, el equipo venía motivado y libre de presión después de la hazaña lograda, comenzó su camino venciendo al Atlante con un marcador global de 1-0, la anotación fue de Sebastiao Pereyra. 
El Club San Luis llega a las semifinales del torneo enfrentando al Toluca, venciendo los potosinos con un marcador global de 4-2 con una gran actuación de Ángel Reyna e Israel Martínez, así San Luis llega a la gran final del torneo por primera vez en su historia, contra todos los pronósticos, enfrentando al líder del torneo, el Pachuca. El partido de ida se jugó en el estadio Alfonso Lastras, terminando con un marcador de 0-0. El partido de vuelta se jugó en el Estadio Hidalgo, terminando con un marcador 1-0 en favor del Pachuca, de esta forma el Club San Luis obtuvo su primer subcampeonato de la Primera División de México.
En el Apertura 2006 el Club San Luis se reforzó con Reinaldo Navia, Irenio Soares, Óscar Mascorro y Braulio Luna. Con eso San Luis buscó seguir en el máximo circuito y lo logró cuando venció al Necaxa con un marcador de 2-1. Fue de las campañas más flojas del equipo.
En el Clausura 2007 llegaron refuerzos como el uruguayo "el Loco" Sebastián Abreu y el argentino el "Chacho" Eduardo Coudet. En esta temporada San Luis llegó al repechaje enfrentando al Santos el partido de ida celebrado en el Estadio Corona llevándose la victoria San Luis de 1-0, y en el Alfonso Lastras pierde ante Santos Laguna con marcador de 2-0 sacando a los potosinos del torneo.

### Los Gladiadores: un mote no aceptado por la afición
Poco antes del Torneo Apertura 2007, en un conjunto de celebraciones por los 50 años del fútbol profesional en la ciudad, el Club San Luis con un juego conmemorativo contra el Atlético de Huracán siendo vencedor el Club San Luis con un marcador de 1-0, que se convirtió en el San Luis Fútbol Club, adoptando el mote de "los gladiadores". También adoptó a "Huicho", la nueva mascota del equipo, el cual fue un gladiador con el uniforme potosino. Sin embargo, este mote nunca fue del total agrado de la afición, y nunca se sintió identificada con este mote, pues ya se sentía identificada con los tradicionales tuneros, auriazules o simplemente San Luis. De hecho, el desagrado hacia este mote fue tal, que los integrantes de su porra, jamás grito una consigna en la que se mencionara el nombre de “gladiadores”, y tampoco tuvo una buena aceptación dentro de los aficionados al fútbol en general, pues casi nadie les llamaba de esta manera. La directiva del equipo intento comercializar la marca “gladiadores” llegando al extremo de que el sitio web oficial llevara por nombre “gladiadores”, lo que desencadeno un desagrado casi general de la afición, y los comentarios de este sitio web eran solo para reprobar la decisión de haber hecho el cambio de nombre de la página web, sin haber consultado a la afición.
Para el Torneo Apertura 2007, el San Luis se reforzó con Alfredo "Chango" Moreno y Tressor Moreno. Conocidos como "los morenos", fue una de las mejores ofensivas de San Luis donde Alfredo Moreno se convierte en campeón goleador con 18 goles. San Luis llegó a cuartos de final empatando 1-1 contra las Chivas en el Alfonso Lastras con anotación de Chango. En el Estadio Jalisco, San Luis cayó con un marcador de 1-0 y global 2-1 y fue eliminado del Torneo.
En el Torneo Clausura 2008, San Luis no contrató refuerzos, pero aún así tuvo una buena campaña, destacándose los jugadores Braulio Luna marcando un golazo ante los Pumas e Israel "Jagger" Martínez. El San Luis llegó al 4° lugar de la tabla general, lo que le otorgó la clasificación por primera vez en su historia a una copa internacional, la Copa Sudamericana 2008, y se clasificó al repechaje empatando al Pachuca con un 2-2 global, pero por la mejor posición San Luis pasa a cuartos de final para enfrentar al Toluca en el Estadio Nemesio Díez en donde San Luis sacó un empate de 1-1 con anotación del Chango Moreno. El partido de vuelta en el Alfonso Lastras, San Luis sacó un resultado de 0-0 y global 1-1, y pasa a la semifinal por mejor posición en la tabla general. San Luis se enfrenta contra el Cruz Azul en la semifinal del torneo perdiendo con un marcador 0-1 en el Alfonso Lastras y de vuelta en el Estadio Azul 1-1 con un global de 2-1, finalizando así el torneo para el San Luis.
En el Torneo Apertura 2008, el equipo hace su mejor torneo en su historia, terminado como líder general de la competencia con 29 puntos, lo que le vale la clasificación a la Copa Libertadores por primera vez en su historia. En la liguilla es eliminado en los cuartos de final por el equipo Santos Laguna por un marcador global de 5-2.

### Copa Sudamericana 2008: El debut internacional.
El 26 de agosto de 2008, el equipo debutó en su primer torneo de Corte Internacional, Copa Sudamericana, en partido celebrado en el Estadio Alfonso Lastras Ramírez contra el equipo ecuatoriano, el Deportivo Quito, con marcador de 3-1 a favor de los Tuneros. Los goles por parte del conjunto potosino, fueron obra de Víctor Píriz Alves, al minuto 63, un grandioso gol de Braulio Luna al minuto 80 y un gol de penal anotado por Eduardo Coudet en el minuto 90. Por parte del Deportivo Quito anotó Luis Saritama al minuto 71. En el partido de vuelta en Ecuador San Luis perdió 3 a 2 ante Deportivo Quito, pero gracias al global 5-4 a su favor, San Luis pasó a los cuartos de final de la Copa Sudamericana, instancia en la cual serían eliminados por Argentinos Juniors.

### Copa Libertadores 2009
En 2009, el San Luis jugó su segundo torneo internacional lográndose calificar a los octavos de final de la Copa Libertadores 2009 pero debido al Brote de gripe A (H1N1) de 2009 la CONMEBOL decidió aplazar una semana los partidos de los clubes mexicanos clasificados a octavos de final, con el fin de encontrar una solución satisfactoria al problema planteado por el grave problema sanitario, luego de que se evaluara la posibilidad de que jugara en el extranjero sus partidos como local. Por ello, sucedieron los rechazos gubernamentales de Chile y Colombia, pese a que existió la voluntad para que se pudiera jugar por parte de la Federación Colombiana de Fútbol y de la Asociación Nacional de Fútbol Profesional chilena. 
Días después, debido a que su rival se negó a jugar en México, ante la postura oficial de la CONMEBOL de que ambas llaves se celebren con los dos equipos mexicanos (el Guadalajara y San Luis) jugando en condición de visitantes el día 20 de mayo, en partidos únicos que, en caso de quedar empatados, se definirían en tiros desde el punto penal, la Federación Mexicana de Fútbol anunció la deserción de los clubes Guadalajara y San Luis y el retiro de México de cualquier competencia de la CONMEBOL. Finalmente, la confederación decidió el avance directo a cuartos de final de São Paulo y Nacional.

### Copa Libertadores 2010
Al igual que el Guadalajara, San Luis logró calificar compensando el conflicto con CONMEBOL debido al Brote de gripe A (H1N1) de 2009 directamente a los octavos de final de la Copa Libertadores 2010 en el lugar 14, mismo que ocupó en la edición anterior enfrentando al campeón de la edición anterior, Estudiantes de la Plata.
| 27 de abril de 2010 | San Luis | 0:1 (0:1) | Estudiantes de la Plata | Estadio Alfonso Lastras Ramírez, San Luis Potosí                                        |                                                                                         |
|                     |          | Reporte   | L. González 24'         | Asistencia: Sin datos sobre espectadores espectadores Árbitro(s): Juan Soto (Venezuela) | Asistencia: Sin datos sobre espectadores espectadores Árbitro(s): Juan Soto (Venezuela) |

| 5 de mayo de 2010 | Estudiantes de la Plata         | 3:1 (1:1) | San Luis       | Estadio Centenario, Quilmes                                                                   |                                                                                               |
|                   | L. González 4' Benítez 50', 54' | Reporte   | De la Torre 7' | Asistencia: Sin datos sobre espectadores espectadores Árbitro(s): Víctor Hugo Carrillo (Perú) | Asistencia: Sin datos sobre espectadores espectadores Árbitro(s): Víctor Hugo Carrillo (Perú) |

### Copa Libertadores 2011
El San Luis lograría su tercera participación en la Copa Libertadores edición 2011, después de haber tenido un buen torneo en el Torneo Apertura 2010 terminando como 5° lugar. Sin embargo, en el 2011 el equipo venía a la baja, por lo que en la Copa Libertadores no le fue nada bien, únicamente logró 5 puntos de 18 posibles, ganando 1 partido y empatando 2, por lo que finalizaría su participación como último lugar del Grupo 1.

### Los Reales
En 2011, el principal personaje que había decidió el cambio de mote de gladiadores, dejó la institución de San Luis, tras su salida se dejó de publicitar este mote, ya no apareció dicha marca en el estadio ni fue mencionada por el sonido local, por lo que en 2011 el equipo dejó oficialmente de llamarse “gladiadores”.
En 2012, el club San Luis utilizó un nuevo mote propuesto por la afición, los Reales de San Luis, intentando emular al mítico Real San Luis de los años noventa.

### Cambio de sede y desaparición
En la junta de dueños de la Liga MX celebrada el 20 de mayo de 2013, se informa que al hacerse oficial la compra y desaparición de los Jaguares de Chiapas para trasladarse a Querétaro y volver a la Liga MX en dicha ciudad, los dueños de los equipos San Luis y el recién ascendido La Piedad solicitaron cambiar de sede para la próxima temporada; en el caso de San Luis al no contar con el apoyo suficiente por diversos problemas con gente de los patrocinadores, gobierno del estado y aficionados del club y malos manejos, así como las pobres entradas al Estadio Alfonso Lastras por precios altos y malos resultados del equipo en los últimos torneos, todo indicaba que se mudarían a Veracruz o Puebla, así lo dio a conocer el propietario del club, Carlos Hugo López Chargoy. Esto daría la oportunidad de que los Tiburones Rojos de Veracruz regresara a la máxima categoría. Empresarios potosinos intentaron comprar la franquicia del San Luis FC para mantenerla en la capital potosina, lanzaron ofertas por el club y tuvieron varias reuniones, pero el dueño del equipo Carlos Hugo López Chargoy no aceptó y el equipo terminó por trasladarse al estado de Chiapas para tomar el lugar de los Jaguares de Chiapas y jugar como Chiapas FC.
El 27 de mayo del 2013, se confirma a través de la Liga MX dentro de la junta de dueños, que el equipo del Veracruz del Ascenso MX se trasladaría a la ciudad de San Luis Potosí y se convertiría en el Atlético de San Luis, que jugaría dentro del Ascenso MX. Esta determinación se daba por el hecho de que la franquicia de La Piedad (recién ascendido a la Liga MX) cambiaría de sede y a partir del Apertura 2013 jugaría en la ciudad de Veracruz dentro de la Liga MX; en cambio la franquicia de San Luis se trasladaría a Chiapas para que tuvieran de nueva cuenta fútbol de la Primera División de México bajo el nombre de Chiapas Fútbol Club, luego de haber sido vendida la franquicia de los Jaguares de Chiapas al grupo "Delfines", propiedad de Amado Yañez, y trasladada a Querétaro para mantener al Querétaro como equipo de la Liga MX.

### Nueva reaparición
El 28 de mayo de 2013, se anunció el cambio de sede del San Luis Fútbol Club a Chiapas, motivo que dejaría a la ciudad de San Luis Potosí sin un equipo de fútbol profesional. Ese mismo día Jacobo Payán Latuff, dueño del Estadio Alfonso Lastras Ramírez y uno de los empresarios más importantes de este estado, adquirió la franquicia de los Tiburones Rojos de Veracruz y la trasladó a San Luis Potosí, de esta forma nació el Atlético San Luis.
El Apertura 2013 fue su primer torneo en la Liga de Ascenso MX, en el cual lograron acceder a su primera liguilla terminando el Torneo Regular en el séptimo lugar de la Tabla General, para posteriormente ser eliminados por el Necaxa en los cuartos de final. El partido de ida se llevó a cabo en el Estadio Alfonso Lastras Ramírez con marcador de 2-0 a favor del conjunto necaxista, y el de vuelta en el estadio Victoria con marcador de 2-0 a favor del Necaxa, y así el Atlético San Luis quedaba eliminado por un global de 4-0.
El Clausura 2015 fue un gran torneo para el Atlético San Luis, ya que terminó como líder general del torneo con 24 puntos dándole el privilegio de acceder directamente a las semifinales del torneo. Ya en la liguilla, el Atlético San Luis se enfrentó a los Correcaminos en las semifinales, el partido de ida se efectuó en Tamaulipas con marcador 2-0 en favor de los locales. La vuelta se jugó en un lleno y pletórico Estadio Alfonso Lastras Ramírez volcado en favor de su equipo, el marcador fue de 2-0 favorable para los locales, empatando el global en la serie 2-2, pero la mejor posición en la tabla le otorgó el pase a la final del torneo a los potosinos. Fue así como el Atlético San Luis lograba acceder a su primera final en su corta historia, el rival a enfrentar fue el sublíder del torneo, los Dorados de Sinaloa. La ida se jugó el 2 de mayo en el estadio Banorte de Sinaloa donde los locales lograron una ventaja importante de 3-0, dejando una losa muy pesada de revertir para el partido de vuelta. Sin embargo, a la afición potosina eso no le importó y confiada de que se podía revertir el marcador, se dio cita en Estadio Alfonso Lastras Ramírez el 9 de mayo para apoyar con todo a su equipo, pero desafortunadamente, a pesar del apoyo de la afición durante todo el partido y del esfuerzo del equipo, no se pudo revertir el marcador, finalizando el encuentro 1-0 en favor de los potosinos y 1-3 en el marcador global, obteniendo así el subcampeonato del torneo.
El 25 de mayo de 2016, se anunció a través de Enrique Bonilla, presidente de la Liga MX, que se recibió una petición de parte de los empresarios potosinos encargados del equipo y dueños del estadio para utilizar la ciudad de San Luis Potosí para la sede de una franquicia de la Primera División de México, la cual se presumía eran los Jaguares de Chiapas. Días después se anunció que las negociaciones no se concretaron, por este motivo, y debido a que los cupos para jugar en la Liga de Ascenso ya estaban llenos, el equipo no participó la temporada 2016-17 en ninguna categoría del fútbol mexicano y la franquicia fue resguardada por la FMF.

## Estadio

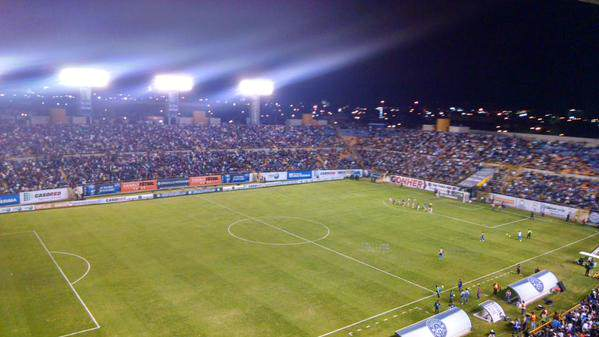
Estadio Alfonso Lastras Ramírez.

El estadio del Club San Luis era el Estadio Alfonso Lastras Ramírez en la ciudad de San Luis Potosí. Anteriormente el equipo jugaba en el Estadio Plan de San Luis. 
Sus instalaciones constan de:
- 7 rampas de acceso (2 en cada cabecera, una en zona VIP y 2 para palcos)
- Escaleras eléctricas para la zona de palcos
- Iluminación
- Baños
- Butacas en todo el estadio (colocadas de tal forma que el estadio se vea rojo y blanco)
- Vestidores para los 2 equipos
- Gimnasio
- Estacionamiento para zona VIP y cabecera sur
- 3 pisos de palcos (uno aún en construcción)
- Palcos de transmisión de Televisión y radio
- Área especial de trabajo en la zona preferente con internet inalámbrico para los medios de comunicación
- Una pequeña zona comercial dentro del estadio la cual consta de una tienda que vendía productos oficiales del equipo, así como tiendas de comida.
- Sala de hidromasaje

En 2005 fue sede de un encuentro de eliminatoria mundialista rumbo a la Copa Mundial de Fútbol de 2006, en el que la selección de México venció a su similar de Guatemala por marcador de 5-2.
En 2007 fue sede de otro encuentro internacional de carácter amistoso, donde el combinado mexicano goleó 4-0 a la selección de Irán.
En 2017 fue una vez más sede de un encuentro de eliminatoria mundialista rumbo a la Copa Mundial de Fútbol de 2018, donde la selección de México derrotó a Trinidad y Tobago por 3 a 1.

## Rivalidades

### Clásico del Centro
Si había un partido que convocaba a toda la comunidad futbolera del Estado de San Luis Potosí y del vecino Estado de Querétaro, era con toda seguridad el denominado Clásico del Centro, que se disputaba entre los equipos de ambas entidades federativas, ya que tanto potosinos como queretanos se olvidaban de los tres puntos en pugna para jugarse el alma, el espíritu y el orgullo en cada minuto del encuentro, y lograr así la victoria ante su más acérrimo rival. Cabe destacar que esta rivalidad no era reciente como muchos pensaban: la rivalidad había estado presente desde los inicios de ambos equipos en el fútbol profesional por la cercanía de ambas ciudades, pero la rivalidad tomó fuerza en la 1.ª División "A", hoy llamada Liga de Ascenso, pues ambos equipos por lo general siempre peleaban por un lugar en la Primera División, logrando así el partido perfecto para definir cuál era el mejor equipo del centro de México, paralizando así por un fin de semana a toda la ciudad pendiente siempre del "encuentro del orgullo".

## Datos del club
- Temporadas en Primera División: 24
- Temporadas en Primera División "A" (Liga de Ascenso): 8
- Temporadas en Segunda División: 10
- Temporadas en Tercera división: 3
- Mayor goleada conseguida: 6-3 vs. Club Universidad Nacional (Apertura 2002), 5-1 vs. Toluca (Apertura 2011), 4-0 vs. Tigres de la UANL (Apertura 2002), vs. Puebla (Apertura 2003) vs. Veracruz (Apertura 2006) y vs. Guadalajara (Apertura 2009)
- Mayor goleada encajada: 0-5 vs. Toluca (Apertura 2003)
- Mejor puesto en la liga: 1º (Apertura 2008)
- Mejor puesto en la liguilla: 2º (Clausura 2006)
- Peor puesto en la liga: 19º de 20 equipos (Apertura 2003) y (Clausura 2004), 18º de 18 equipos (Bicentenario 2010)
- Máximo goleador: Alfredo Moreno (54 goles) *Se consideran todas las competencias oficiales disputadas por el equipo.
- Portero menos goleado: Hugo Pineda
- Más partidos disputados: Adrián Martínez

### Participación internacional
| Competición              | Temporada | Finalizó         |
| ------------------------ | --------- | ---------------- |
| Copa Libertadores        | 2011      | Fase de grupos   |
| Copa Libertadores        | 2010      | Octavos de final |
| SuperLiga Norteamericana | 2009      | Fase de grupos   |
| Copa Libertadores        | 2009      | Octavos de final |
| Copa Sudamericana        | 2008      | Octavos de final |

## Palmarés

### Torneos oficiales
| Competición nacional                                        | Títulos                     | Subcampeonatos |
| ----------------------------------------------------------- | --------------------------- | -------------- |
| Primera División de México (0/1)                            |                             | Clausura 2006. |
| Liga de Ascenso de México (2/1)                             | Verano 2002, Apertura 2004. | Invierno 2001. |
| Campeón de Ascenso (2)                                      | 2001-02, 2004-05.           |                |
| Segunda División de México (2)                              | 1970-1971, 1975-1976.       |                |
| Campeón de Campeones de la Segunda División de México (0/1) |                             | 1970-71.       |
| Tercera División de México (2)                              | 1969-1970, México 1970.     |                |
| Copa de la Tercera División de México (1)                   | 1969-70.                    |                |
| Campeón de Campeones de la Tercera División de México (1)   | 1969-70 *Campeonísimo.      |                |

### Torneos nacionales amistosos
- Copa 35 Aniversario de UACJ (1): 2008[15]
- Copa Tijuana (1): 2011

## Jugadores

### Máximos anotadores en torneos oficiales
| Jugador                        | Goles |
| ------------------------------ | ----- |
| Alfredo Moreno                 | 54    |
| Ariel González                 | 51    |
| Israel Ayala                   | 43    |
| Édson Marcelo de Faria Manfron | 52    |
| Pedro Araya                    | 23    |
| Luis Villalba                  | 22    |
| Wilmer Aguirre                 | 21    |
| Braulio Luna                   | 20    |
| Tressor Moreno                 | 20    |
| Ángel Lemus                    | 16    |

### Campeones de goleo
| Jugador        | Temporada     | Goles |
| -------------- | ------------- | ----- |
| Ángel Lemus    | Verano 1999   | 16    |
| Ariel González | Apertura 2004 | 16    |
| Alfredo Moreno | Apertura 2007 | 18    |

## Entrenadores a partir de 1993
| Temporada         | Entrenador                                                         |
| ----------------- | ------------------------------------------------------------------ |
| 1993-1994         | José Camacho, Julio Valadez, Luis Grill, Heriberto Lizaola         |
| 1994-1995         | Vicente Casillas Zavala, Jorge Martínez Sandoval, José Camacho     |
| 1995-1996         | José Camacho, José Luis Sámano, Heriberto Lizaola                  |
| Invierno 1996     | Heriberto Lizaola                                                  |
| Verano 1997       | Heriberto Lizaola, Julio Valadez                                   |
| Invierno 1997     | Edgardo Luis Sbrissa, José Luis Hernández                          |
| Verano 1998       | José Luis Hernández                                                |
| Invierno 1998     | Carlos Leonel Trucco, Miguel Ángel Díaz Arias, René Isidoro García |
| Verano 1999       | René Isidoro                                                       |
| Invierno 1999     | José Luis Hernández                                                |
| Verano 2000       | José Luis Hernández                                                |
| Invierno 2000     | José Luis Hernández, Renato Mendoza                                |
| Verano 2001       | Renato Mendoza, Jorge Martínez Sandoval, Renato Mendoza            |
| Invierno 2001     | Mario Alberto Trejo, Juan Antonio Luna                             |
| Verano 2002       | Juan Antonio Luna                                                  |
| Apertura 2002     | Juan Antonio Luna                                                  |
| Clausura 2003     | Juan Antonio Luna, José Pilar Reyes                                |
| Apertura 2003     | Abel Alvez, Pilar Reyes, Wilson Graneolati                         |
| Apertura 2004     | Wilson Graneolatti, Carlos Reinoso                                 |
| Apertura 2004     | Carlos Reinoso                                                     |
| Clausura 2005     | Carlos Reinoso                                                     |
| Apertura 2005     | Carlos Reinoso, Cristóbal Ortega, Raúl Arias                       |
| Clausura 2006     | Raúl Arias                                                         |
| Apertura 2006     | Raúl Arias                                                         |
| Clausura 2007     | Raúl Arias                                                         |
| Apertura 2007     | Raúl Arias                                                         |
| Clausura 2008     | Raúl Arias                                                         |
| Apertura 2008     | Raúl Arias                                                         |
| Clausura 2009     | Luis Américo Scattolaro                                            |
| Apertura 2009     | Juan Antonio Luna, Miguel Ángel López                              |
| Bicentenario 2010 | Ignacio Ambriz                                                     |
| Apertura 2010     | Ignacio Ambriz                                                     |
| Clausura 2011     | Ignacio Ambriz                                                     |
| Apertura 2011     | Ignacio Ambriz                                                     |
| Clausura 2012     | René Isidoro García, Sergio Bueno                                  |
| Apertura 2012     | José Luis Trejo, Alex Aguinaga                                     |
| Clausura 2013     | Eduardo Fentanes, Carlos Maria Morales, Gerardo Silva              |

## Últimos Patrocinadores
- Mexsport
- Cementos Moctezuma
- Corona Extra
- Coca-Cola
- La Loma
- ETN
- Televisa
- Mister Tennis
- Pulso
- Superboletos
- Estafeta